# Juan Toscano-Anderson
Juan Ronel Toscano-Anderson (Oakland, 10 de abril de 1993) é um jogador de basquete profissional mexicano-americano. Atualmente joga pelo Sacramento Kings, da National Basketball Association (NBA). Ele jogou basquete universitário para o Marquette Golden Eagles. 
O pai de Toscano-Anderson é afro-americano e sua mãe é mexicana-americana; seu avô materno imigrou de Michoacán para os Estados Unidos na década de 1970.   Toscano-Anderson cresceu na seção East Oakland de Oakland, Califórnia, falando espanhol e celebrando feriados mexicanos. 
Anderson se inscreveu para o Draft da NBA de 2015, porém não foi draftado por nenhuma equipe. Logo depois ele assinou com o clube mexicano Soles de Mexicali. Juan iria entrar na NBA mais tarde em 2020 com o Golden State Warriors, depois de ser contratado no ano anterior pelo Santa Cruz Warriors, time afiliado ao Golden State da liga de desenvolvimento (NBA G League).

## Estatísticas
| † | Campeão da temporada     |
|   | MVP da temporada regular |

### Temporada Regular
| Ano      | Equipe     | PJ  | PT | MPJ  | AP   | 3P   | LL   | RT  | AS  | BR  | TO  | PPJ |
| -------- | ---------- | --- | -- | ---- | ---- | ---- | ---- | --- | --- | --- | --- | --- |
| 2019–20  | Warriors   | 13  | 6  | 20.9 | .460 | .348 | .600 | 4.0 | 2.0 | 1.0 | 0.4 | 5.3 |
| 2020–21  | Warriors   | 53  | 16 | 20.9 | .579 | .402 | .710 | 4.4 | 2.8 | 0.8 | 0.5 | 5.7 |
| 2021–22  | Warriors † | 73  | 6  | 13.6 | .489 | .322 | .571 | 2.4 | 1.7 | 0.7 | 0.2 | 4.1 |
| 2022–23  | LA Lakers  | 30  | 7  | 12.2 | .500 | .200 | .733 | 2.0 | 0.8 | 0.3 | 0.2 | 2.7 |
| 2022–23  | Utah       | 22  | 2  | 15.2 | .403 | .174 | .889 | 2.9 | 1.8 | 0.3 | 0.1 | 3.4 |
| Carreira |            | 191 | 37 | 16.1 | .506 | .331 | .646 | 3.1 | 1.9 | 0.6 | 0.3 | 4.3 |

### Playoffs
| Ano      | Equipe     | PJ | PT | MPJ | AP   | 3P   | LL   | RT  | AS  | BR  | TO  | PPJ |
| -------- | ---------- | -- | -- | --- | ---- | ---- | ---- | --- | --- | --- | --- | --- |
| 2022     | Warriors † | 14 | 0  | 3.5 | .400 | .400 | .333 | 0.7 | 0.6 | 0.1 | 0.1 | 0.8 |
| Carreira |            | 14 | 0  | 3.5 | .400 | .400 | .333 | 0.7 | 0.6 | 0.1 | 0.1 | 0.8 |

### Temporada Regular
| Ano      | Equipe     | PJ | PT | MPJ  | AP   | 3P   | LL   | RT  | AS  | BR  | TO  | PPJ  |
| -------- | ---------- | -- | -- | ---- | ---- | ---- | ---- | --- | --- | --- | --- | ---- |
| 2018–19  | Santa Cruz | 44 | 16 | 23.8 | .438 | .341 | .590 | 6.8 | 2.1 | 1.3 | 0.8 | 7.0  |
| 2019–20  | Santa Cruz | 31 | 12 | 29.0 | .494 | .277 | .698 | 9.1 | 2.6 | 1.4 | 0.5 | 12.5 |
| Carreira |            | 75 | 28 | 26.0 | .468 | .297 | .627 | 7.7 | 2.3 | 1.3 | 0.6 | 9.2  |

### Outras ligas
| Ano     | Equipe            | Liga              | PJ | MPJ  | AP   | 3P   | LL   | RT  | AS  | BR  | TO  | PPJ  |
| ------- | ----------------- | ----------------- | -- | ---- | ---- | ---- | ---- | --- | --- | --- | --- | ---- |
| 2015–16 | Soles de Mexicali | LNBP do México    | 54 | 28.7 | .535 | .309 | .712 | 6.4 | 3.4 | 1.4 | 0.6 | 11.1 |
| 2016–17 | Bucaneros         | LPB de Venezuela  | 4  | 27.8 | .463 | .429 | .900 | 4.0 | 0.8 | 0.8 | 0.0 | 14.8 |
| 2016–17 | Fuerza Regia †    | LNBP do México    | 45 | 26.9 | .500 | .379 | .644 | 5.0 | 3.2 | 1.4 | 0.3 | 11.1 |
| 2016–17 | Fuerza Regia      | Liga das Américas | 8  | 28.3 | .523 | .250 | .440 | 5.6 | 2.9 | 1.0 | 0.4 | 10.5 |
| 2017–18 | Fuerza Regia      | LNBP do México    | 46 | 29.5 | .484 | .280 | .667 | 5.9 | 4.3 | 1.5 | 0.9 | 13.9 |
| 2017–18 | Fuerza Regia      | Liga das Américas | 6  | 27.3 | .446 | .308 | .529 | 4.7 | 3.5 | 1.2 | 0.8 | 10.5 |
| 2018–19 | Fuerza Regia †    | LNBP do México    | 8  | 22.6 | .560 | .250 | .625 | 4.6 | 2.5 | 0.6 | 0.0 | 9.4  |

### Basquete universitário
| Ano      | Equipe    | PJ  | PT | MPJ  | AP   | 3P   | LL   | RT  | AS  | BR  | TO  | PPJ |
| -------- | --------- | --- | -- | ---- | ---- | ---- | ---- | --- | --- | --- | --- | --- |
| 2011–12  | Marquette | 24  | 0  | 4.5  | .385 | –    | .667 | 0.8 | 0.2 | 0.2 | 0.0 | 0.7 |
| 2012–13  | Marquette | 35  | 31 | 13.0 | .330 | .286 | .567 | 2.9 | 0.9 | 0.6 | 0.3 | 2.7 |
| 2013–14  | Marquette | 31  | 19 | 13.5 | .378 | .192 | .731 | 3.3 | 1.0 | 1.0 | 0.2 | 3.2 |
| 2014–15  | Marquette | 31  | 27 | 28.5 | .490 | .348 | .553 | 5.7 | 1.7 | 1.1 | 0.4 | 8.3 |
| Carreira |           | 121 | 77 | 15.4 | .421 | .289 | .593 | 3.3 | 1.0 | 0.8 | 0.3 | 3.8 |

## Prêmios e Homenagens
- NBA:
  - Campeão da NBA: 2022

- Liga Nacional de Baloncesto Profesional (LNBP)
  - 2X Campeão da LNBP: 2017 e 2019
  - MVP da LNBP: 2018
  - 2X All-Star da LNBP: 2016, 2017
  - 2X MVP do All-Star Game da LNBP: 2016, 2017